# جورج جيل غرين
جورج جيل غرين (بالإنجليزية: George Gill Green)‏ هو رائد أعمال أمريكي، ولد في 16 يناير 1842 في Clarksboro, New Jersey ‏ في الولايات المتحدة، وتوفي في 26 فبراير 1925 في ودبيري في الولايات المتحدة.